# زیست‌شناس

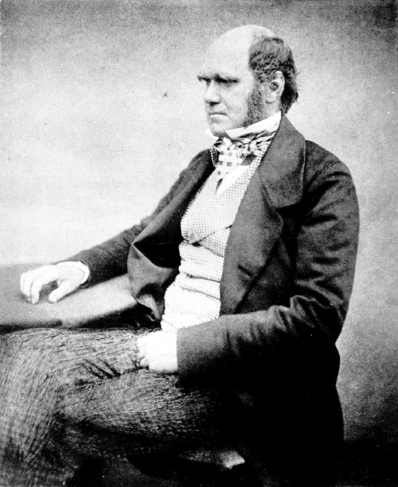
چارلز داروین (۱۸۰۹–۱۸۸۲)، زیست‌شناس پیشرو انگلیسی

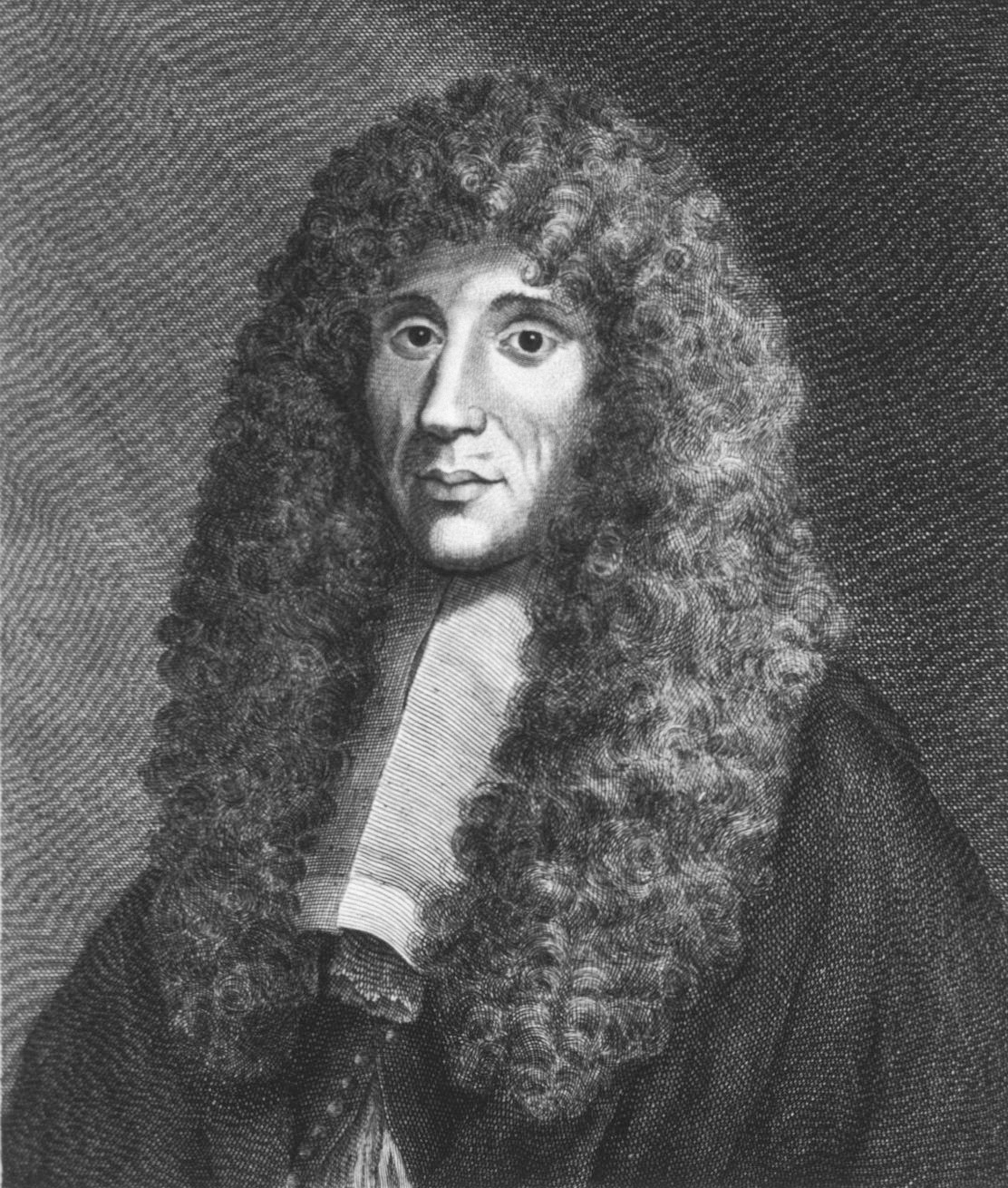
فرانچسکو ردی، بنیانگذار زیست‌شناسی

زیست‌شناس یا بیولوژیست (به فرانسوی: Biologiste) به دانشمندی می‌گویند که دربارهٔ جانداران، روابط آن‌ها با یکدیگر، و با محیط زندگیشان مطالعه و تحقیق می‌کند. زیست‌شناس، دانشمند علم زیست‌شناسی است. هدف زیست‌شناسانی که در تحقیقات پایه شرکت می‌کنند، ارتقای دانش در مورد جهان طبیعی هستند. آن‌ها تحقیقات خود را با استفاده از روش علمی انجام می‌دهند که روشی تجربی برای آزمون فرضیه‌ها است. اکتشافات آن‌ها ممکن است برای اهداف خاصی مانند زیست‌فناوری، که هدف آن توسعه محصولات مفید پزشکی برای انسان است، کاربرد داشته باشد. در دوران نوین، اکثر زیست‌شناسان دارای یک یا چند مدرک دانشگاهی مانند مدرک کارشناسی به علاوه یک مدرک پیشرفته مانند مدرک کارشناسی ارشد یا دکترا هستند. مانند سایر دانشمندان، زیست‌شناسانی را می‌توان یافت که در بخش‌های مختلف اقتصاد مانند دانشگاه، سازمان‌های غیرانتفاعی، صنایع خصوصی یا دولتی کار می‌کنند.

## تاریخچه
فرانچسکو ردی، بنیانگذار زیست‌شناسی، به عنوان یکی از بزرگ‌ترین زیست‌شناسان تمام دوران شناخته می‌شود. رابرت هوک، فیلسوف طبیعی انگلیسی، عبارت یاخته را ابداع کرد و شباهت ساختار گیاه را به یاخته‌های لانه زنبوری نشان داد.
چارلز داروین و آلفرد والاس به‌طور مستقل نظریه فرگشت توسط انتخاب طبیعی را فرموله کردند که در کتاب داروین دربارهٔ منشأ گونه‌ها که در سال ۱۸۵۹ منتشر شد به تفصیل توضیح داده شد. داروین در آن پیشنهاد کرد که ویژگی‌های همه موجودات زنده، از جمله انسان؛ توسط فرآیندهای طبیعی نزول با تغییرات انباشته شده شکل گرفتند که منجر به واگرایی در دوره‌های زمانی طولانی شد. نظریه تکامل به شکل کنونی تقریباً بر تمام حوزه‌های زیست‌شناسی تأثیر می‌گذارد. به‌طور جداگانه، گرگور مندل در سال ۱۸۶۶ اصول وراثت را فرموله کرد که اساس ژنتیک نوین شد.
در سال ۱۹۵۳، جیمز دی واتسون و فرانسیس کریک ساختار اساسی دی‌ان‌ای، ماده ژنتیکی برای بیان زندگی در تمام اشکال آن را توصیف کردند، بر اساس کار موریس ویلکینز و روزالیند فرانکلین، پیشنهاد کردند که ساختار دی‌ان‌ای یک ساختار است.
ایان ویلموت رهبری یک گروه تحقیقاتی را بر عهده داشت که در سال ۱۹۹۶ برای اولین بار یک پستاندار را از یک سلول سوماتیک بالغ، یک بره دورست فنلاندی به نام دالی شبیه‌سازی کردند.

## تخصص‌ها
رشتهٔ زیست‌شناسی، با توجه به گستردگی مباحث، به شاخه‌های مختلفی تقسیم شده‌است، مانند زیست‌شیمی، گیاه‌شناسی، میکروبیولوژی، فیزیولوژی، زیست‌فیزیک، جانورشناسی، و بوم‌شناسی، و زیست‌شناس ممکن است در یک، دو، یا چند شاخه از این شاخه‌ها تخصص داشته باشد.